# Jessica Moss
Jessica Moss es una violinista canadiense miembro de Silver Mt. Zion y Black Ox Orkestar, y exmiembro de Geraldine Fibbers. Empezó a tocar el violín a la edad de cinco años.

## Discografía

### Thee Silver Mt. Zion Memorial Orchestra
- Born into Trouble as the Sparks Fly Upward (2001)
- "This Is Our Punk-Rock," Thee Rusted Satellites Gather + Sing, (2003)
- The "Pretty Little Lightning Paw" E.P. (2004)
- Horses in the Sky (2005)
- 13 Blues for Thirteen Moons (2008)
- Kollaps Tradixionales (2010)

### Black Ox Orkestar
- Ver Tanzt? (2004)
- Nisht Azoy (2006)

### Colaboraciones
- Sackville - The Principles of Science (1999): voces en la canción 2
- Frankie Sparo - My Red Scare (2000)
- Broken Social Scene - Feel Good Lost (2001): canciones 1 y 9
- Broken Social Scene - You Forgot It In People (2002): canciones 2, 7 y 13
- K.C. Accidental - Anthems for the Could've Bin Pills (2001)
- Hannah Marcus - Desert Farmers (2004): trompa en la canción 8, violín en las canciones 4, 6, 7 y 9
- Arcade Fire - Funeral (2004): canción 7
- Reminder - Continuum (2006)
- Eric Chenaux - Dull Lights (2006)
- Carla Bozulich - Evangelista (2006): canciones 1, 3, 6 y 7
- Vic Chesnutt -North Star Deserter (2007)
- Vic Chesnutt - At the Cut (2009)